# Činoviče
Činoviče (nemško Tschinowitsch) je naselje Statutarnega mesta Beljak na Koroškem v Avstriji.